# Alí ben Yusuf
Alí ben Yusuf (1083-1143) (en árabe: علي بن يوسف‎) era hijo de Yusuf ben Tasufín y fue el segundo emir almorávide desde 1106 hasta su muerte, en 1143. En los primeros años de reinado, el Estado alcanzó su máxima extensión; luego, comenzó la crisis que terminó por destruirlo, ya fallecido Ibn Yúsuf.

## Primeros años
Nació en Ceuta en el 1084. Era más alto que su padre, de piel más clara, pelo negro y rizado, ojos negros y nariz aguileña, con cara ovalada. Se disputa la identidad de su madre, se afirma que su madre es Qamar también nombrada Faid al-Husn («Dechado de Belleza») una esclava cristiana muy bella. Pero esta mujer era su concubina y madre de uno de sus hijos Syr. Algunas fuentes citan a Zainab al-Nafzaouia como su madre. Se crio en la propia Ceuta, muy influido por la cercana cultura andalusí. A diferencia de su padre, no se tiene constancia que visitase el desierto, y su formación fue urbana. Generoso y afable, carecía de la iniciativa paterna. Inteligente, tenía cierta inclinación al ascetismo y escaso apego al mando.
Fue proclamado heredero al trono de su padre en el Magreb en 1102 y a comienzos del 1103 acompañó a este a la península ibérica para que los notables de la región lo reconociesen como tal, acto que tuvo lugar en Córdoba.

## Apogeo almorávide

El Imperio almorávide en su máxima extensión, alcanzada durante los primeros años del reinado de Ali.

Su padre falleció en el 1106 y durante los primeros años de reinado de Ali, continuó el impulso expansivo que había caracterizado el de aquel, hasta el 1117. Fue bien recibido por sus súbditos, a pesar de su juventud —contaba con apenas veintidós años—. Como su padre, ostentó el título de Amir al-Muslimin que le había concedido a aquel el califa abasí de Bagdad. Para entonces contaba ya con experiencia administrativa, pues a los dieciocho años se le había encomendado la supervisión del sistema judicial.
El primer contratiempo, baladí, fue el conato de sublevación de su sobrino Yahya, que gobernaba Fez. La rebelión fracasó cuando el nuevo soberano decidió marchar contra la ciudad, sola en su rebeldía, y la población, insegura de sus fuerzas, retiró su titubeante apoyo a Yahya, que huyó hacia Tremecén. Alí entró en Fez sin encontrar resistencia el 7 de diciembre de 1106.
Seguidamente realizó algunos cambios administrativos: al gobernador de Córdoba, Muhámmad ibn al-Hach, le asignó la región de Fez, mientras que a su hermano Tamin, que hasta entonces había administrado el territorio marroquí, lo envió a al-Ándalus. Apenas seis meses más tarde, sin embargo, Ibn al-Hach volvió al norte, para asumir el gobierno de Valencia. La acción política y militar en al-Ándalus quedó así en manos de Tamin, ayudado por los veteranos comandantes Sir ibn Abu Bakr en el oeste e Ibn al-Hach en el este.
En julio o agosto del 1107, cruzó el estrecho de Gibraltar para recibir el homenaje de sus súbditos andalusíes y trazar el plan de campaña contra los cristianos del norte, siguiendo el ejemplo paterno. Hecho esto, retornó al Magreb. Este gozaba de paz, sin amenazas internas ni externas al dominio almorávide. Esto le permitió a Ibn Yúsuf concentrarse en las ofensivas en al-Ándalus. A pesar de esto, las campañas las realizaron casi todas sus capitanes, en general capaces, pues Ibn Yúsuf solo visitó el territorio en cuatro ocasiones: en 1107, 1109, 1117 y 1121. Aunque reinó treinta y siete años, únicamente realizó estas cuatro visitas, ninguna en los últimos veintiún años de reinado. El centro de Estado seguía en el Magreb.
Venció a las tropas cristianas en la batalla de Uclés y conquistó la Taifa de Zaragoza en 1110. En el verano del 1109, encabezó la campaña para recuperar Toledo que, tras tomar Talavera en agosto y correr las tierras de Madrid y Guadalajara, fracasó ante la tenaz defensa de Álvar Fáñez. Por el contrario, Ibn al-Hach logró la conquista de Zaragoza a finales de mayo del 1110, abandonada por su soberano, Abdelmálik, que no creyó contar con fuerzas suficientes para defenderla ante las simpatías de parte de la población por los almorávides. Tras esta anexión, el imperio alcanzó su apogeo territorial: en la península ibérica, la frontera con los Estados cristianos del norte seguía aproximadamente las líneas del Ebro en el este y del Tajo en el oeste.
Sus dominios se extendían por Marruecos en África y, en la península ibérica, Andalucía, Valencia y parte de Aragón, Cataluña y Portugal. La unificación del Magreb occidental y de al-Ándalus permitió la extensión de la cultura de este en aquel. En el Magreb, muy seguro en los primeros años del reinado, se adoptaron las formas del arte andalusí.
Las reformas administrativas y financieras de Ali cambiaron el gobierno de las provincias y aseguraron los ingresos estatales.

## Decadencia
Tras los primeros años de expansión, llegó el periodo de decadencia del Estado, que se tuvo que enfrentar tanto a monarcas cristianos más belicosos que los anteriores en la península ibérica como a la rebeldía andalusí. Esta fase comenzó en torno al 1118-1120.
El malestar, debido a una mezcla de motivos políticos, económicos —la guerra continua comenzó a perjudicar a la economía— y religiosos, comentó a fortalecerse y extenderse. La supresión de impuestos que había tenido lugar en los primeros tiempos de la expansión almorávide dio paso a una multiplicación de tributos, necesarios para sostener a los ejércitos.
Tras la expedición de Alfonso el Batallador, con la que colaboraron los mozárabes, una multitud de estos fueron deportados a África por decreto de Ibn Yusuf en el año 1126, sufriendo en el camino, según el historiador Francisco Javier Simonet, «grandes trabajos y malos tratamientos», equiparables al que sufrirían casi 5 siglos más tarde los moriscos con su expulsión.
Con el tiempo, Ali fue abandonando los asuntos de Estado, de los que había estado muy pendiente en los primeros veinticinco años de reinado. Más asceta que guerrero, fue cayendo cada vez más bajo el dominio de los alfaquíes. Acentuada la crisis con el surgimiento de los almohades, dejó la tarea de afrontar las diversas amenazas en manos de su hijo y sucesor, Tasufín.
En la península ibérica los gobernadores tendieron a desembarazarse del escaso control central y adoptaron la sofisticada cultura andalusí. La reacción de Alí al deterioro continuo de la situación fue la reclusión cada vez mayor en su palacio de Marrakech y la acentuación de la práctica religiosa. El imperio quedó controlado indirectamente por los alfaquíes, que empleaban su influencia en el soberano para dominar el Estado y mejorar su posición. Con una interpretación cada vez más rígida y jurídica de la religión, condenaron las nuevas corrientes y los estudios teológicos y llegaron a quemar las obras de Al-Ghazali.
Falleció retirado de los asuntos públicos, encerrado en su palacio, en medio de la grave crisis del Estado, el 22 de enero de 1143. Le sucedió su hijo Tasufín ben Alí ben Yúsef, que se había distinguido en los combates contra los Estados cristianos de la península ibérica.

## Legado
Su intento de reconquistar la plaza de Madrid, en manos de los cristianos, atacando el Alcázar desde la ladera cercana al río, ha hecho que los jardines del palacio real lleven su nombre. Supuestamente, había acampado junto con sus tropas en el sitio donde actualmente se emplaza el conjunto ajardinado.
| Predecesor: Yúsuf ibn Tašufín | Emir almorávide 1106–1143 | Sucesor: Tasufín ben Alí ben Yúsef |